# Эбер, Жак (канадский политик)
Жак Эбер (фр. Jacques Hébert; 21 июня 1923, Монреаль, Квебек — 6 декабря 2007, там же) — канадский журналист, редактор, издатель и политик, сенатор Канады в 1983—1988 годах. Известен вкладом в канадскую критическую журналистику, оппозицией квебекскому национализму и правительству Мориса Дюплесси в Квебеке, а также как автор путевых заметок, включая книгу «Двое невинных в красном Китае», написанную в соавторстве с Пьером Трюдо. Организатор ряда молодёжных программ культурного обмена. В Сенате Канады парламентский организатор оппозиции в 1991—1993 годах и правительства в 1993—1998 годах. Офицер ордена Канады (1978).

## Биография
Родился в Монреале в 1923 году в семье Луи-Филиппа Эбера и Дениз Эбер (урождённой Сент-Онж), был одним из шести детей в семье. Отец — член канадского дипломатического корпуса, на протяжении почти 30 лет консул в Гватемале. Среди друзей детства Жака Эбера был будущий премьер-министр Канады Пьер Трюдо.
Поступил в Высшую школу коммерции в Монреале, но был из неё отчислен. Продолжил образование в Университете Святого Дунстана (Остров Принца Эдуарда), где, как и Луи-Филипп Эбер, изучал английский язык и литературу. Покрывал расходы на учёбу за счёт заработков в качестве иностранного корреспондента монреальской газеты Le Devoir, посетил множество стран, в том числе в 1950 году предприняв кругосветное путешествие на джипе с ещё одним другом Жаном Фанёфом. Выпустил ряд книг в жанре путевых очерков, первая из которых рассказывала о 14-месячном путешествии через Центральную и Южную Америку по Панамериканскому шоссе. Другая известная книга Эбера в этом жанре — «Двое невинных в красном Китае» (фр. Deux innocents en Chine rouge) — была написана по следам поездки в КНР в 1960 году вместе с Пьером Трюдо и опубликована в 1968 году, в год, когда Трюдо стал лидером Либеральной партии и премьер-министром Канады.
В 1951 году женился на Терезе Дежарден; в этом браке родились пятеро детей. В 1953 году освещал проходивший в Квебеке судебный процесс над Уилбертом Коффином — канадским старателем, обвинявшимся в убийстве трёх туристов из США. Процесс, оставлявший открытыми многочисленные вопросы, окончился смертным приговором Коффину, который был приведён в исполнение три года спустя. Суд был поспешным, и правительство Квебека обвиняли в давлении на прокуратуру и власти Канады с тем, чтобы максимально быстро добиться обвинительного приговора в интересах туристической индустрии. Впоследствии Эбер, убеждённый в невиновности Коффина, опубликовал две книги, излагающие его собственный взгляд на события — «Коффин был невиновен» (фр. Coffin était innocent, 1958) и «Я обвиняю убийц Коффина» (фр. J’accuse les assassins de Coffin, 1963). Книги получили значительный общественный резонанс и были использованы организаторами кампании за отмену в Канаде смертной казни. Вторая из них была переведена на английский язык в 1964 году, и в том же году была назначена коронная комиссия по расследованию обстоятельств дела. Комиссия пришла к выводу, что суд над Коффином был справедливым. Сам Эбер провёл три дня в тюрьме за неуважение к суду (этот приговор позже был отменён), а в 1982 году выпустил ещё одну книгу на ту же тему — «Дело Коффина» (англ. The Coffin Affair), по-прежнему отстаивающую точку зрения, согласно которой старатель был только козлом отпущения.
В 1954 году Эбер основал собственную еженедельную газету Vrai (с фр. — «Истинное»), занимавшуюся публикацией компромата и критических материалов, в частности, посвящённых коррупции в мэрии Монреаля и действиям Национального союза — правящей партии Квебека во главе с Морисом Дюплесси. В 1958 году Эбер присоединился к редакционному совету журнала Cité libre, который выпускали оппозиционные правительству Дюплесси французские интеллектуалы. В том же году основал книжное издательство Les Éditions de l’Homme, а в 1961 году — Les Éditions du Jour. Эти издательства специализировались на выпуске недорогих книжек в мягкой обложке, в них выходили книги самого Эбера, а также таких авторов, как Рош Каррье, Мари-Клер Бле и Мишель Трамбле. Некоторые из опубликованных издательствами Эбера книг вызвали широкий общественный интерес; в их число входили памфлет Марселя Шапю «Почему я сепаратист» и критическая биография Дюплесси, написанная Пьером Лапортом. Книга «Упрямство брата Анонима» (фр. Les insolences du Frère Untel), написанная монахом Жаном-Полем Дебьеном и вышедшая под псевдонимом в издательстве Эбера, была распродана общим тиражом свыше 100 тысяч экземпляров и дала толчок масштабной реформе системы образования в Квебеке. Её рассматривают как один из катализаторов Тихой революции.
С 1962 по 1970 год Эбер был ведущим и сценаристом политических программ на Radio-Canada, а с 1971 по 1981 год был членом Канадской комиссии по телерадиовещанию и телекоммуникациям. В 1979 году вместе с Луисом Эпплбаумом возглавил состоявшую из 18 членов Комиссию по пересмотру федеральной культурной политики. После трёх лет работы комиссия представила отчёт объёмом почти 400 страниц, включавший более 100 рекомендаций по реформированию культурной политики в Канаде, включая налоговые льготы для деятелей искусства и реорганизацию Канадской телерадиовещательной корпорации и Национальной службы кинематографии.
В 1971 году основал организацию Canada World Youth (Jeunesse Canada Monde), в рамках работы которой за 35 лет более 20 тысяч канадских учащихся участвовали в программах международного обмена. В 1977 году стал основателем программы «Катимавик», занимавшейся организацией культурного обмена среди молодёжи разных регионов Канады. В 1978 году произведён в офицеры ордена Канады за общественную деятельность, в том числе в качестве директора-основателя Jeunesse Canada Monde.
В 1983 году назначен премьер-министром Пьером Трюдо в Сенат Канады. Представлял в Сенате округ Веллингтон, в который входят так называемые Восточные кантоны Квебека. Уже в ранге сенатора объявил в 1986 году голодовку, когда консервативное правительство Брайана Малруни отозвало федеральное финансирование программы «Катимавик». Голодовка продолжалась 21 день, пока неправительственная группа во главе с Жаном Кретьеном не подыскала для программы альтернативный источник финансирования. В 1994 году Кретьен, уже в ранге премьер-министра, возобновил государственное финансирование «Катимавика». В 1991—1993 годах Эбер занимал в Сенате пост парламентского организатора оппозиции, а с ноября 1993 по 1998 год — парламентского организатора правительства. Ушёл в отставку по достижении 75 лет.
В последние годы жизни боролся с раком. Умер в Монреале в декабре 2007 года.